# Arco di Campanus

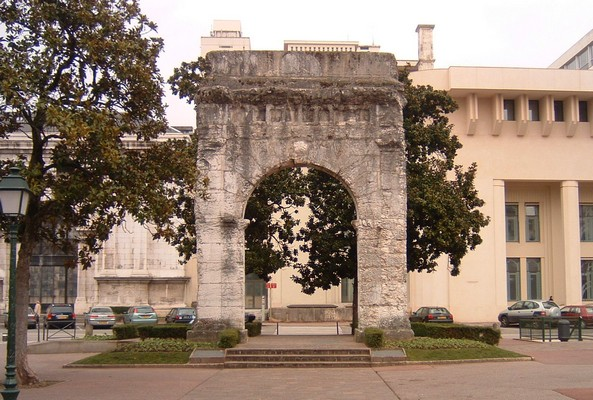
Arco di Campanus ad Aix-les-Bains, lato occidentale

L'arco di Campanus è un arco romano situato ad Aix-les-Bains (dipartimento francese della Savoia nella regione del Rodano-Alpi), antico vicus di Aquae Domitianae o Gratianae, dipendente da Vienne (anticamente Colonia Julia Viennensis).

## Storia
Venne eretto da Lucio Pompeio Campano come monumento funerario e reca un'iscrizione che celebra la famiglia del dedicante
Il monumento è stato datato nel I secolo d.C.
Fu inglobato nella sala di giustizia a cui fungeva da ingresso nel 1535 e quindi venne descritto come inglobato nelle scuderie del marchese di Aix nel 1660. Agli inizi dell'Ottocento era in parte interrato e inglobato in un granaio e fu liberato dalle costruzioni addossate nel 1823.
Alla metà dell'Ottocento era inserito al centro del cortile di un palazzo e venne preservato quando questo venne distrutto nel 1867.

## Descrizione
Si trova davanti allo stabilimento termale Pellegrini, al di sopra di una strada anticamente percorsa da veicoli che hanno lasciato tracce di ruote sul lastricato.
Ha un'altezza conservata di 9,15 m e una larghezza di 7,10 m ed è profondo solo 0,75 m. È costruito in blocchi di calcare locale ed ha un solo fornice, alto 6 m e largo 3,50 m. Agli angoli i piloni sono ornati da lesene lisce con un semplice coronamento, che sorreggono la trabeazione principale, sormontata da un attico.
Nel corso di lavori eseguiti nel 1869, in asse a ciascun pilone e a 2,25 m ad ovest, sono state rinvenute fondazioni in pietra (altezza 1,60 m; 2,60 x 2 m), di incerta funzione.

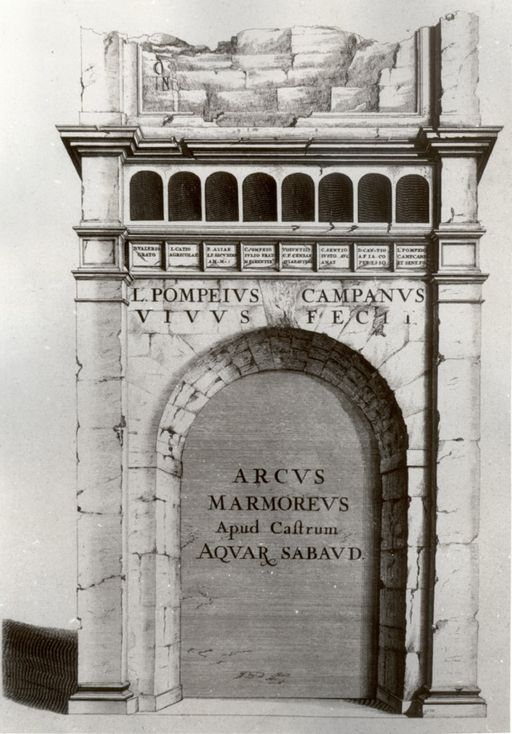
Incisione del 1674 raffigurante il lato ovest dell'arco (Thomas Borgonius, Theatrum Sabaudiae)

Sul lato ovest nel fregio della trabeazione principale erano ricavate otto nicchie poco profonde, con il piano inclinato, mentre l'iscrizione di dedica di Lucio Pompeio Campano, occupava l'attico, l'architrave e lo spazio tra questo e il fornice: i nomi dei defunti della famiglia sono ricordati in sei tabelle sull'attico, che dovevano corrispondere ad altrettanti busti, e in otto tabelle sull'architrave, ciascuna in corrispondenza di una delle nicchie.